# شراب بنجل
پیِرو بیچاره یک فیلم کوتاه پویانمایی فرانسوی به کارگردانی امیل ری‌ناد محصول سال ۱۸۹۲ میلادی است. این فیلم ۱۵دقیقه‌ای نخستین انیمیشن تاریخ سینما به شمار می‌رود.